# Roupa Nova (álbum de 1985)
Roupa Nova, lançado em 1985, é o quinto álbum de estúdio do grupo musical Roupa Nova. Vendeu mais de 2.200.000 cópias.

## Faixas
| N.º            | Título                    | Compositor(es)                   | Voz                                        | Duração |  |
| 1.             | "Show de Rock'n Roll"     | Michael Sullivan, Paulo Massadas | Paulinho                                   | 3:43    |  |
| 2.             | "Seguindo no Trem Azul"   | Cleberson Horsth, Ronaldo Bastos | Serginho                                   | 3:41    |  |
| 3.             | "Tão Rica"                | Joe, Tavinho Paes                | Serginho                                   | 3:08    |  |
| 4.             | "Corações Psicodélicos"   | Lobão, Bernardo Vilhena, Julio   | Paulinho                                   | 3:27    |  |
| 5.             | "Tudo de Novo"            | Ricardo Feghali, Nando           | Paulinho                                   | 3:31    |  |
| 6.             | "E Você o Que É Que Faz?" | Serginho, Feghali                | Serginho                                   | 2:40    |  |
| 7.             | "Dona"                    | Sá e Guarabyra                   | Serginho                                   | 4:02    |  |
| 8.             | "Feito pra Sonhar"        | Nando, Paulo Massadas            | Paulinho (Nando e Tássia Camargo (diálogo) | 4:28    |  |
| 9.             | "Linda Demais"            | Kiko, Tavinho Paes               | Paulinho                                   | 4:42    |  |
| 10.            | "Um Caso Louco"           | Kiko, Feghali                    | Paulinho                                   | 2:59    |  |
| 11.            | "Sonho"                   | Serginho, Nando                  | Serginho                                   | 4:29    |  |
| Duração total: | Duração total:            | Duração total:                   | Duração total:                             | 40:55   |  |

## Trilhas Sonoras
| Música                  | Telenovela / Filme      | Ano  | Intérpretes | Tema do(s) personagem(ns)                                  | Empresa        |
| ----------------------- | ----------------------- | ---- | ----------- | ---------------------------------------------------------- | -------------- |
| "Dona"                  | Roque Santeiro          | 1985 | Roupa Nova  | tema de viúva Porcina (Regina Duarte)                      | Rede Globo     |
| "Dona"                  | Império                 | 2014 | Alex Cohen  | tema de Maria Marta (Lília Cabral)                         | Rede Globo     |
| "Seguindo no Trem Azul" | Carinha de Anjo         | 2016 | Roupa Nova  | tema de Estefânia (Priscila Sol) e Vítor (Thiago Mendonça) | SBT            |
| "Linda Demais"          | Bingo: O Rei das Manhãs | 2017 | Roupa Nova  | (tema geral)                                               | Gullane Filmes |

## Tabelas
| Tabela musical (1986) | Posição |
| --------------------- | ------- |
| Brasil (Nopem)        | 3       |

| Tabela musical (1986) | Posição |
| --------------------- | ------- |
| Brasil (Nopem)        | 36      |

## Formação
- Paulinho: voz e percussão
- Nando: baixo, programação de bateria eletrônica em "Sonho" e vocais
- Kiko: guitarra, violão em "Corações Psicodélicos" e vocais
- Serginho Herval: bateria, bateria eletrônica em "Corações Psicodélicos" e voz
- Ricardo Feghali: teclados, violão em "Seguindo no Trem Azul", percussão em "Sonho", vocais e mixagem
- Cleberson Horsth: teclados, arranjos de cordas em "Seguindo no Trem Azul" e vocais

### Participação especial
- Tássia Camargo: diálogo com Nando em "Feito Pra Sonhar"

## Créditos
- Direção artística: Miguel Plopschi
- Direção de produção: Guti
- Produção executiva: Roupa Nova
- Arranjos de base: Roupa Nova
- Arranjo de cordas: Cleberson Horsth
- Técnicos de gravação: Franklin Garrido, Flávio Senna, Guilherme Reis, Luiz Carlos T. Reis e Mário Jorge Bruno
- Auxiliares de gravação: Luiz Carlos Liu, Magro e Mauro Moraes
- Mixagem: Franklin Garrido e Ricardo Feghali
- Supervisão de estúdio: Edeltrudes Marques da Silva
- Manutenção: Ricardo Luppi, Walker Caputo e Abd Chaffar Hammury
- Montagem: Esveraldo Ferreira
- Corte: José Oswaldo Martins (RCA SP)
- Arregimentação: Gilbertto D'Ávila
- Capa: A Bela Arte (Gringo / Luiz Stein)
- Fotos: José Luís Pederneiras
- Supervisão de arte: Tadeu Valério